# Thalassitis
Il Thalassitis è un traghetto ro-ro appartenente alla compagnia di navigazione greca Ainaftis Shipping Company.

## Servizio
Varato il 21 febbraio 1987 nel cantiere navale Götaverken Arendalsvarvet di Göteborg con il nome di Jan Śniadecki e consegnato il 15 aprile 1988 alla Polish Ocean Lines, prende servizio nel maggio successivo nei collegamenti tra Swinoujscie e Ystad.
Nel 1995 viene trasferito sotto le insegne della neonata Unity Line, continuando ad operare sulla stessa rotta.
Il 24 ottobre 2019 entra in collisione con la banchina del porto di Ystad, provocando una falla poco al di sopra del bulbo.
Il giorno successivo salpa per Stettino, dove viene riparato. Successivamente, torna regolarmente in servizio sulla Swinoujscie-Ystad.

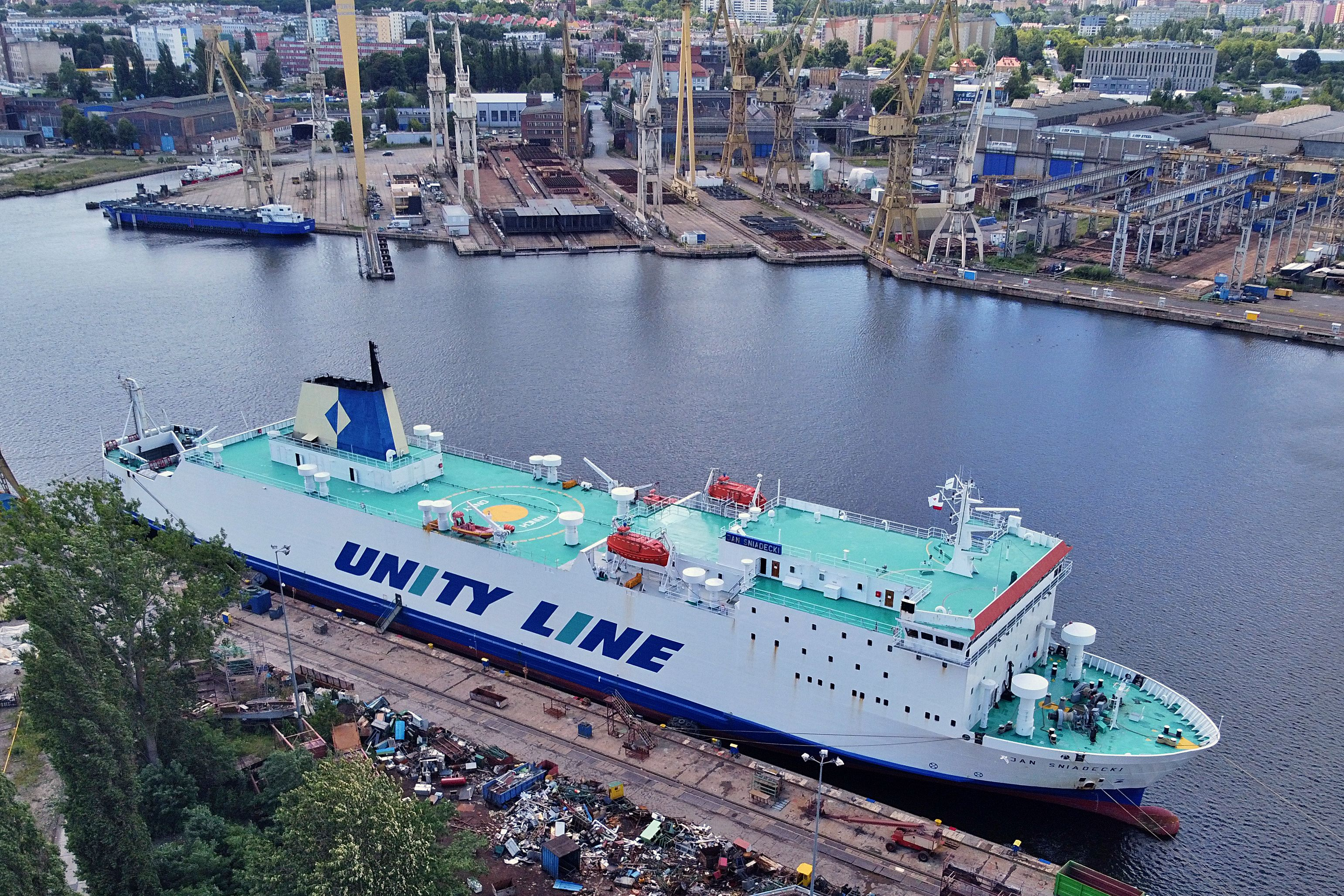
Il Jan Śniadecki in cantiere a Stettino nel 2022.

Il 29 dicembre 2023 termina il servizio per la Unity Line e, il giorno successivo, viene disarmato a Swinoujscie e messo in vendita.
Nel gennaio del 2024 ne viene annunciata la cessione alla greca Ainaftis Shipping Company ed il 24 gennaio viene ribattezzato Thalassitis.
Il 7 febbraio 2024 salpa da Swinoujscie per i cantieri di Drapetsona, dove giunge il 27 febbraio.
Il 21 giugno 2024, durante i lavori di ristrutturazione a Drapetsona, scoppia un incendio a bordo del traghetto, prontamente domato dall'equipaggio.
Il 2 agosto 2025 prende servizio nei collegamenti tra Il Pireo, Chio, Lesbo, Lemno e Tessalonica.